# Krasny Pachar
Krasny Pachar (russisch Красный Пахарь) ist ein Dorf (chutor) in Südrussland. Es gehört zur Republik Adygeja und hat 29 Einwohner (Stand 2019). Im Ort gibt es 2 Straßen.

## Geographie
Das Dorf im Südosten des Giaginski rajon am linken Ufer des Flusses Gatschutscha, 8 km südwestlich des Dorfes Sergijewskoje, 38 km südöstlich des Dorfes Giaginskaja und 25 km nordöstlich der Stadt Maikop. Kolchosny, Dneprowski und Koschorskaja sind die nächsten Siedlungen.